# Crepidophorus
Crepidophorus is een geslacht van kevers uit de familie  
kniptorren (Elateridae).
Het geslacht is voor het eerst wetenschappelijk beschreven in 1853 door Mulsant & Guillebeau.

## Soorten
Het geslacht omvat de volgende soorten:
- Crepidophorus expolitus Gurjeva, 1987
- Crepidophorus laetus (Candèze, 1879)
- Crepidophorus mutilatus (Rosenhauer, 1847)
- Crepidophorus rufiventris (Eschscholtz, 1822)